# Шимла
Шимла (на английски: Shimla; на хинди: शिमला) е столицата на индийския щат Химачал Прадеш. Известна е и като Симла.
През 1864 г. Шимла е обявена за лятна столица на Британска Индия. Шимла е популярна туристическа дестинация и често е наричана „Кралицата на хълмовете“ (наименование, съчинено от британците). Градът е разположен в северозападните Хималаи на средна надморска височина 2397 m. Обкръжена от борови, дъбови и рододендронови гори, Шимла изпитва приятни лета и студени снежни зими. Градът е известен със своите сгради в неотюдорски и неоготически стил, напомнящи за колониалната епоха. Шимла е свързана с гр. Калка чрез една от най-дългите теснолинейки, все още функциониращи в Индия. Най-близкият голям град, Чандигарх, отстои на 115 km, а Делхи е на 365 km. Градът е кръстен на богинята Шамала Деви, въплъщение на индуистката богиня Кали. Населението на града е 169 578 души (2011 г.), а площта му 35 km2.